# اغتيال مدرسة (فلم)
تدور احداثة حول المدرسة هدى التي تعمل في أحد المدارس الخاصة وتنشا مشاكل بينها وبين شقيق زوجها تدفعها لتعطى أحد الدروس الخصوصية لاحد الطالبات فتكتشف انها حامل من زميل لها في المدرسة وتحاول المدرسة هدى محاولة حل المشكلة ويحاول الطالب عصام ان يتخلص من الدرسة هدى فيستترجها لبيتة ويقوم بتصويرها دون علمها ليضغط عليها وتنكشف لعبتة في النهاية فيتزوج زميلتة ميرفت وتخرج المدرسة هدى من القضية ويستغل شقيق زوجها القضية وياخذ منها اولاددها وتنتحر المدرسة.
الفيلم قصة وإخراج أشرف فهمي وسيناريو وحوار مصطفى محرم وبطولة نجمة مصر الأولى نبيلة عبيد ويوسف شعبان وهشام سليم وصابرين وصلاح قابيل وشويكار ومريم فخر الدين ونبيل الحلفاوي.